# NGC 2718
NGC 2718 est une galaxie spirale barrée située dans la constellation de l'Hydre. NGC 2718 a été découverte par l'astronome germano-britannique William Herschel en 1786.

## Caractéristiques
Sa vitesse par rapport au fond diffus cosmologique est de 4 134 ± 21 km/s, ce qui correspond à une distance de Hubble de 61,0 ± 4,3 Mpc (∼199 millions d'al).
La base de données NASA/IPAC que cette galaxie est une spirale intermédiaire (SAB), mais la présence d'une barre traversant le bulbe est clairement visible sur l'image de l'étude SDSS.
La classe de luminosité de NGC 2718 est I-II et elle présente une large raie HI. De plus c'est une galaxie à sursaut de formation d'étoiles. NGC 2718 est une galaxie dont le noyau brille dans le domaine de l'ultraviolet. Elle est inscrite dans le catalogue de Markarian sous la cote Mrk 703 (MK 703).
Selon la base de données Simbad, NGC 2718 est une galaxie à noyau actif.